# Cheng Shuang
Cheng Shuang (en chino: 程爽; Jilin, 11 de febrero de 1987) es una deportista china que compitió en esquí acrobático. Ganó una medalla de oro en el Campeonato Mundial de Esquí Acrobático de 2011, en la prueba de salto aéreo.

## Medallero internacional
| Campeonato Mundial | Campeonato Mundial           | Campeonato Mundial | Campeonato Mundial |
| Año                | Lugar                        | Medalla            | Competición        |
| ------------------ | ---------------------------- | ------------------ | ------------------ |
| 2011               | Deer Valley (Estados Unidos) | Medalla de oro     | Salto aéreo        |